# Anny Robert

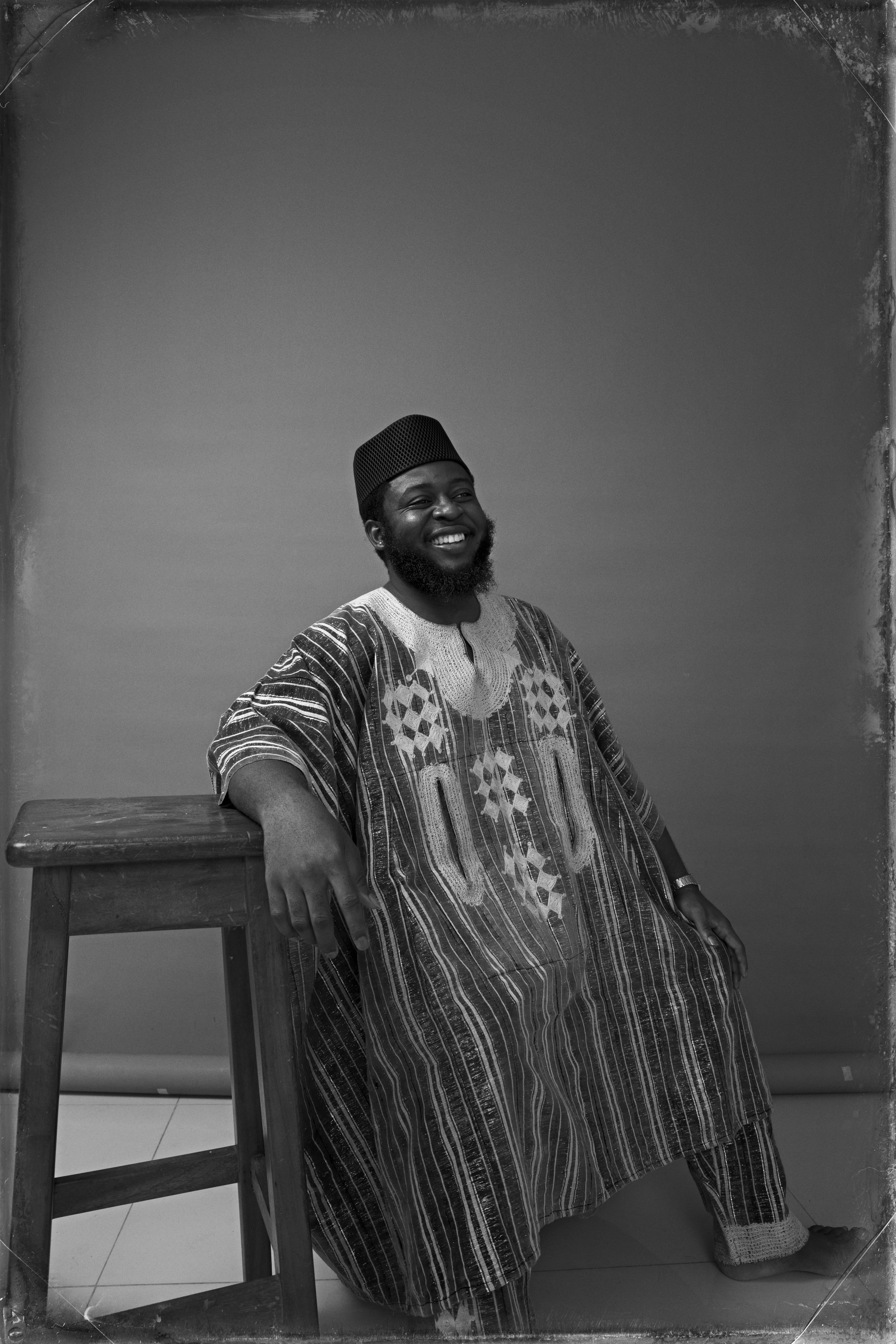
Anny Robert, 2019

Anietie „Anny“ Robert (* 28. října 1990) je nigerijský portrétní fotograf a kreativní ředitel ve státě Niger v Nigérii.

## Vzdělání
Robert studoval informatiku na Covenant University.

## Kariéra
Robert přešel od grafiky k fotografii v roce 2014. Jeho portfolio zahrnuje fotografie významných osobností, jako jsou Folorunsho Alakija, Burna Boy, Davido, Donald Duke, Tony Elumelu, Ice Prince nebo WizKid. Robert spoluvlastní StudioX, fotografické studio, s Ari Labadim.
Jeho fotografie získaly uznání a objevily se na různých seznamech nejlepších fotografů v Nigérii a Africe. Robert's work portrays a deep exploration of ideas and human realities.
V roce 2020 působil jako porotce fotografické soutěže OPPO Mobile's Redefinition Photography Contest, kde dokumentoval životy mladých Lagosianů, aby otestoval fotografickou schopnost mobilního telefonu OPPO F11 Pro. Kromě toho se Robert podílel na objevení a propagaci modelu Amaka.

### Sociální aktivismus
Robert využíval  své fotografie pro sociální aktivismus, jedním z příkladů je focení Omolary Cookeyové, která přežila rakovinu prsu, jako součást aktivit zaměřených na zvyšování povědomí o rakovině prsu v roce 2017. Téhož roku Robert zveřejnil sérii snímků zkoumajících identitu moderní ženy.
V roce 2019, ve spolupráci s MAJU (ženská módní značka v Nigérii), autorovo sezení nazvané Jsem žena na oslavu Měsíce ženské historie. V této relaci se představily modely Aduke Bey a Angel Obasi, nigerijský stylista.
V roce 2020 Robert zahájil kampaň „Women for Women“, která upozorňovalala na ženské aktivistky v Nigérii.

### Výstavy
V srpnu 2020 byl Robert jedním z několika fotografů na digitální výstavě „A Moment in History“, kterou pořádá House of ZETA.
V prosinci 2022 byl Robert zařazen do „The Ascension“, umělecké výstavy v Lagosu navržené Áwurè.